# Melanagromyza nicolaudis
Melanagromyza nicolaudis är en tvåvingeart som beskrevs av Spencer 1959. Melanagromyza nicolaudis ingår i släktet Melanagromyza och familjen minerarflugor. Inga underarter finns listade i Catalogue of Life.